# Loups de Vinland
Les Wolves of Vinland (ou Loups de Vinland) est un groupe Néo-païen basé en périphérie de la ville de Lynchburg, en Virginie. L'un des fondateurs du groupe, Matthias Waggener, a décrit le groupe comme un "Culte Odiniste du Loup", tandis que des journalistes associent le groupe à du Suprémacisme blanc et l’extrême droite américaine,,.
Le groupe a été caractérisé comme "éco punks" semblable à un gang de motards par le magazine Blue Ridge Outdoors. L'article précise en outre que les Loups de Vinland prônent l'écologie, de nombreux membres vivent sur une parcelle de terrain dont ils sont propriétaires collectivement appelés "Ulfheim". Le groupe a collecté trois-mille dollars sur GoFundMe pour financer la construction d'un bâtiment en bois comme ceux que construisaient les Scandinaves durant l'ère viking, et accepté des dons d'organisations nationalistes. Les membres du groupe postent régulièrement des photos d'abattage rituel d'animaux sur Instagram. L'auteur Jack Donovan est un fervent partisan des Loups, ainsi que Kevin DeAnna, le fondateur du groupe Youth for Western Civilization. Le Southern poverty Law Center a désigné les Loups de Vinland comme un groupe haineux prônant des croyances nationaliste et raciste, utilisant des symboles tels que la croix gammée. L'un des membres du groupe, Maurice "Hjalti" Michaely, a fait deux ans de prison après avoir été reconnu coupable de tentative d’incendie contre l'église Mount Pleasant Baptist, une église noire historique de Herndon, en Virginie. Le feu n'a blessé personne, mais a causé 1 million de dollars de dommages. Après son arrestation, les membres du groupe se sont affichés portant des T-shirts mentionnant "Libérez Hjalti".
Le groupe a été comparé au roman Fight Club écrit par Chuck Palahniuk et son adaptation cinématographique, les membres cité cette fiction comme une influence, plus précisément l'histoire de l'antihéros Tyler Durden,. les Membres du groupe ont été associés aux scènes de musique suprématiste blanche et de Black Metal de Baltimore, du Maryland et d'ailleurs.